# Francisco Tárrega
Francisco de Asís Tárrega Eixea (Villarreal, Castellón, 21 de noviembre de 1852 - Barcelona, 15 de diciembre de 1909) fue un compositor, guitarrista y pedagogo español.

## Biografía
Fue el primogénito de Francisco Tárrega Tirado y Antonia Eixea y Broch. Él y sus hermanos fueron criados entre Villarreal y Castellón. Un accidente marcó su infancia cuando, al parecer, cayó a una acequia en un descuido de la muchacha que le cuidaba, y quedó su vista dañada. Su padre, con el temor de que quedara ciego, se trasladó a Castellón para que asistiera a clases de música y pudiera ganarse la vida como músico.
Entró en el Conservatorio de Madrid en 1874, donde estudió composición con Emilio Arrieta. A finales de 1870 enseñaba guitarra (Emilio Pujol y Miguel Llobet fueron alumnos suyos) y daba conciertos con regularidad. Virtuoso de su instrumento, era conocido como el Sarasate de la guitarra. En 1880 dio recitales en París y Londres.
Durante el invierno de 1880, sustituyó a su amigo y guitarrista Luis de Soria en un concierto en Novelda (Alicante), ciudad donde conoció a su futura esposa, María Rizo.

## Giras y conciertos
- En 1881, después de un concierto en Lyon, llegó a París, donde conoció a los personajes más importantes de la época. El 5 de mayo de 1881 actuó en privado para la ex reina Isabel II de España en su residencia del Palacio de Castilla.[2] El 25 de mayo de 1881, participó en la conmemoración del bicentenario de la muerte de Pedro Calderón de la Barca en el Teatro del Odéon, en presencia de Isabel II de España y del embajador de España en París. En este espectáculo, tocó, entre otras piezas, su Fantasía española[3].
- Tras tocar en Londres, volvió a Novelda para contraer matrimonio con su prometida María Rizo.
- Realizó frecuentes giras: Perpiñán (Francia), Cádiz (España), Niza (Francia), Mallorca (España), París, Valencia y más. En Valencia conoció a Conxa Martínez, rica viuda que lo tomó bajo su protección artística, y le ofreció a él y a su familia una casa en Barcelona. Allí es donde compuso la mayor parte de sus más famosas obras.
- De vuelta de un viaje a Granada escribió el trémolo Recuerdos de la Alhambra, y en Argelia le llegó la inspiración para componer Danza mora. Allí conoció a Camille Saint-Saëns
- En Sevilla, escribió la mayor parte de sus Estudios. A su querido amigo y compositor Tomás Bretón le dedicó el hermoso Capricho árabe.

## Obras principales y relevancia

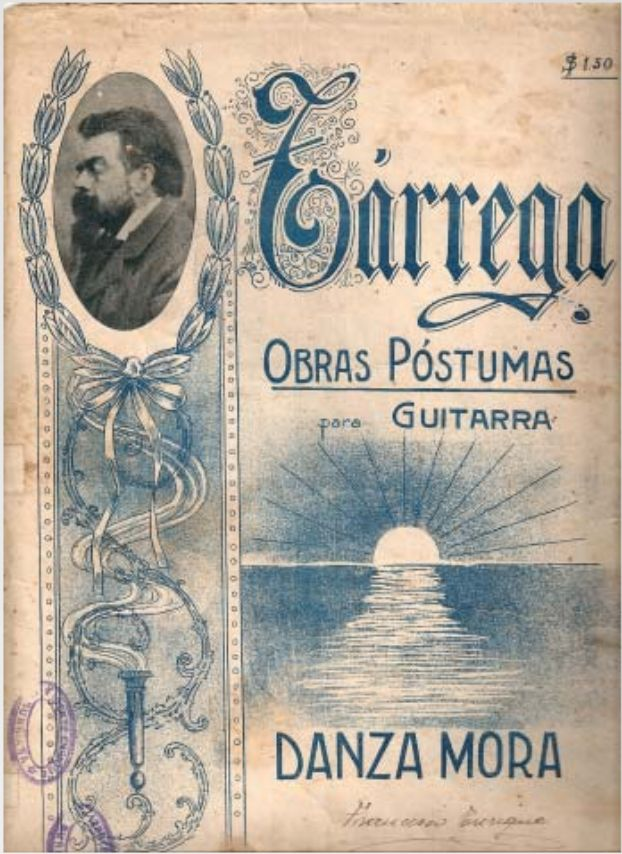
Portada de Obras Póstumas. Editorial de Ildefonso Alier.

Aparte de sus obras originales para guitarra, que incluyen Recuerdos de la Alhambra, Lágrima, Capricho Árabe, Variaciones sobre la Jota Aragonesa y Danza Mora, arregló piezas de otros autores para este instrumento, como algunas de Ludwig van Beethoven, Frédéric Chopin, Felix Mendelssohn, Franz Schubert y las famosas Serenata Española de Joaquín Malats y La Paloma de Sebastián Iradier.
Como otros de sus contemporáneos españoles, por ejemplo, su amigo Isaac Albéniz, Tárrega tuvo interés en combinar la tendencia romántica que prevalecía en la música clásica con los elementos populares españoles. El conocido guitarrista contemporáneo Angelo Gilardino escribió que los 9 preludios de Tárrega son «... el más profundo pensamiento musical de Tárrega de forma concentrada».
Se considera el creador de los fundamentos de la técnica de la guitarra clásica del siglo XX y del interés creciente por la guitarra como instrumento de recital.
En 2015 el violista italiano Marco Misciagna publicó sus arreglos para viola sola del Tango, Capricho árabe y Recuerdos de la Alhambra.

## Muerte
Tárrega falleció el 15 de diciembre de 1909 en Barcelona a los 57 años. Fue enterrado en el cementerio de Castellón.